# Hangasjärvi (Karesuando socken, Lappland, 757088-178212)
Hangasjärvi är en sjö i Kiruna kommun i Lappland och ingår i Torneälvens huvudavrinningsområde. Sjön har en area på 0,207 kvadratkilometer och ligger 450 meter över havet. Hangasjärvi ligger i Pessinki fjällurskog Natura 2000-område. Sjön avvattnas av vattendraget Luongasjoki.

## Delavrinningsområde
Hangasjärvi ingår i det delavrinningsområde (757031-178191) som SMHI kallar för Ovan Keskukursu. Medelhöjden är 456 meter över havet och ytan är 3,74 kvadratkilometer. Det finns ett avrinningsområde uppströms, och räknas det in blir den ackumulerade arean 10,22 kvadratkilometer. Luongasjoki som avvattnar avrinningsområdet har biflödesordning 3, vilket innebär att vattnet flödar genom totalt 3 vattendrag innan det når havet efter 423 kilometer. Avrinningsområdet består mestadels av skog (71 procent) och sankmarker (24 procent). Avrinningsområdet har 0,21 kvadratkilometer vattenytor vilket ger det en sjöprocent på 5,5 procent.